# Dornier Do 335
A Dornier Do-335 Pfeil (magyarul: nyíl) egy második világháborús német vadászrepülőgép, melyet a Dornier tervezőiroda tervezett és gyártott.

## Felépítése
A repülőgép tervezője Claus Dornier volt, aki korábban hidroplánokat és ún. repülő csónakokat is tervezett. A gép különleges kialakítású, mivel két darab motorral is rendelkezett: egy az orrban, egy pedig a farokrészben kapott helyet. A hátsó motor tengellyel kapcsolódott a légcsavarhoz, mellyel akár még fékezni is lehetett. Ez a húzó-toló kialakítás tette lehetővé, hogy a típusnál nem volt gyorsabb légcsavaros gép a háború folyamán, a híres Messerschmitt 262 ugyan nagyobb sebesség elérésére volt képes, de ehhez sugárhajtóművekre volt szükség. A két típusban közös még a sorsuk is: mindkét repülőgép zseniális konstrukció volt, de technikai bonyolultsága, sok konstrukciós hibája és a kevés legyártott példány miatt már nem akadályozhatta meg a német vereséget. 
Nagy sebességű nehéz- és bombázó-elfogó vadászrepülőgép volt, méretei és súlya miatt ugyanis nem manőverezhette ki a mozgékony és agilis vadászgépeket.  Fegyverzete igen impozáns volt: 2 darab 20 milliméteres MG 151 gépágyú a motor fölött, egy darab 30 milliméteres MK 108 gépágyú pedig a légcsavaragy közepén át tüzelt. 
A pilóták számára katapultülést is építettek be.

## Változatok
Megépített
- Do 335 A-0 : 10 gyártás előtti tesztpéldány.
- Do 335 A-1 : együléses vadászbombázó repülőgép.

Tervezett
- Do 335 A-2:együléses vadászbombázó erősebb fegyverzettel és továbbfejlesztett Daimler-Benz DB 603L motorokkal 1471 kW (2000 LE) teljesítményre.
- Do 335 A-3:  A-1 hosszabb szárnyakkal.
- Do 335 A-4:  A-3 kisebb szélvédővel.
- Do 335 A-5: éjszakai bombázó DB 603L motorokkal.
- Do 335 A-6: kétüléses éjszakai bombázó két elszeparált, egymás mögötti pilótafülkével.
- Do 335 A-7: A-6 hosszabb szárnyakkal.
- Do 335 A-8: A-4 hosszabb szárnyakkal.
- Do 335 A-9: A-4hosszabb szárnnyal, DB603L motorral és laposabb pilótafülkével.
- Do 335 B-1: felhagytak a fejlesztésével.
- Do 335 B-2: együléses csatarepülőgép  2 db MK 103-mal, valamint 300 literes tankokkal felszerelve.
- Do 335 B-3:  B-1 hosszabb szárnyakkal.
- Do 335 B-4:  B-1 hosszabb szárnyakkal és DB 603L motorokkal felszerelve.
- Do 335 B-6: éjszakai vadászgép.
- Do 335 B-12: kétüléses kiképzőgép a B-sorozathoz.

## Fordítás
- Ez a szócikk részben vagy egészben  a   Dornier Do 335 című angol Wikipédia-szócikk ezen változatának fordításán alapul.  Az eredeti cikk szerkesztőit annak laptörténete sorolja fel. Ez a jelzés csupán a megfogalmazás eredetét és a szerzői jogokat jelzi, nem szolgál a cikkben szereplő információk forrásmegjelöléseként.